# کارلوس لوپس ده سیلانس
کارلوس لوپس ده سیلانس (اسپانیایی: Carlos López de Silanes‎؛ زادهٔ ۱۸ آوریل ۱۹۷۰) بازیکن فوتبال اهل مکزیک بود.
از باشگاه‌هایی که در آن بازی کرده‌است می‌توان به باشگاه فوتبال چستر سیتی، باشگاه فوتبال گوادالاخارا، باشگاه فوتبال وایکام واندررز، و باشگاه فوتبال واندررز اشاره کرد.
وی همچنین در تیم ملی فوتبال زیر ۲۳ سال مکزیک بازی کرده‌است.